# The Mosaic Company
The Mosaic Company, também conhecida como Mosaic é uma empresa Fortune 500 baseada em Tampa, Flórida responsável por minerar fosfato e potássio. É a maior produtora dos EUA de potássio e fertilizante de fosfato.

## Visão geral
A Mosaic Company foi formada em outubro de 2004 por uma fusão entre a IMC Global, uma empresa de fertilizantes formada em 1909 e a divisão de nutrição de culturas da [Cargill].
É um produtor e comerciante combinado de fosfato e potássio concentrados com uma base de clientes que inclui atacadistas, revendedores e produtores individuais em todo o mundo. Sua sede é em Plymouth, Minnesota e emprega aproximadamente 12.000 pessoas em oito países. On October 26, 2018, Mosaic announced that it would be relocating their headquarters to Tampa, Florida.

## Produtos

### Potássio

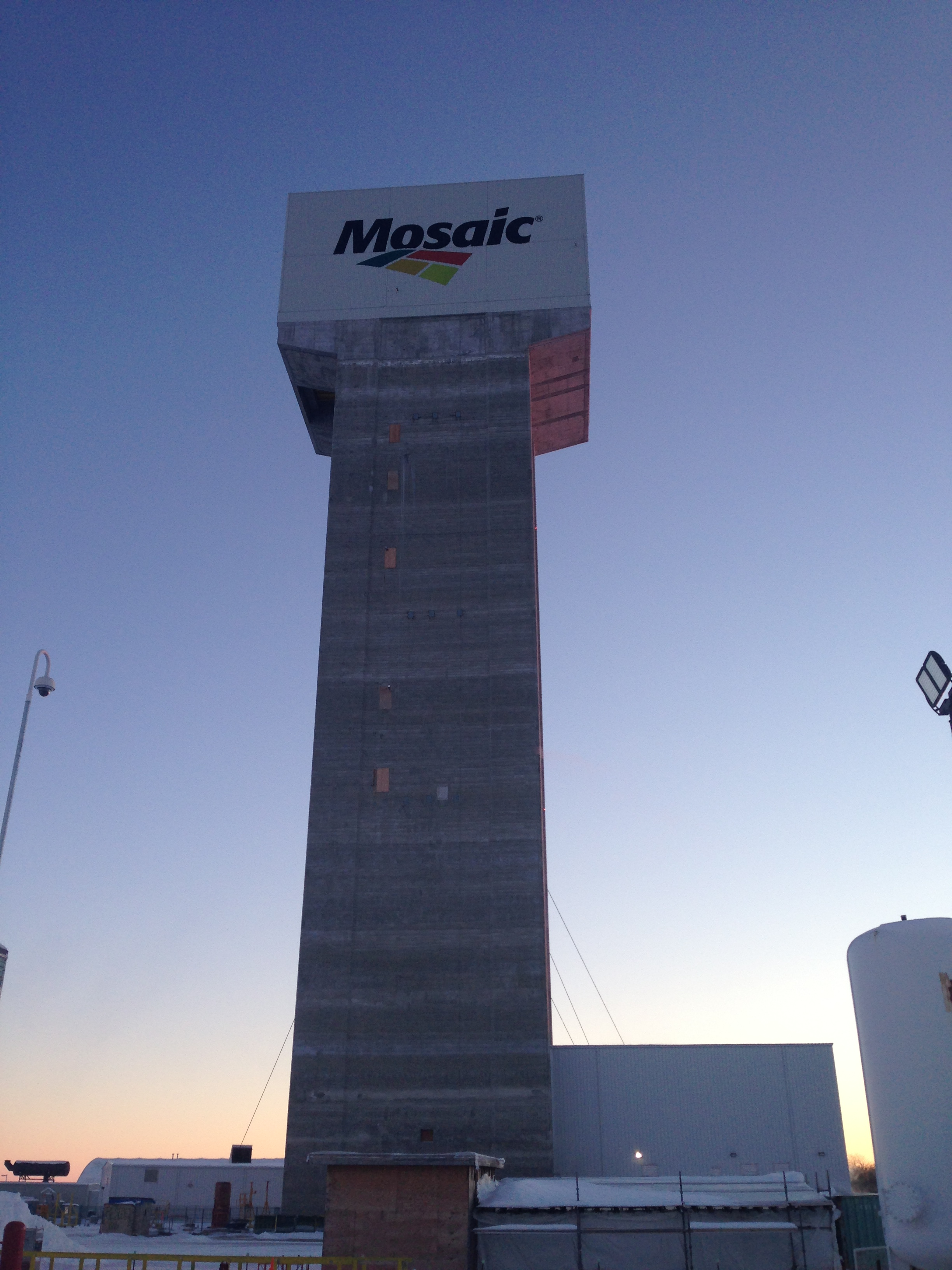
Quadro principal da K3 North Shaft. Esterhazy, Saskatchewan

A Mosaic possui aproximadamente 10,4 milhões de toneladas de capacidade operacional de potássio. Atualmente, a Mosaic opera cinco minas de potássio; Belle Plaine, Colonsay, Esterhazy K1, Esterhazy K2 e Carlsbad, com uma sexta mina de potássio recentemente adquirida no Brasil durante a aquisição da Vale Fertilizantes. O Esterhazy K3 está atualmente em desenvolvimento e começou a fornecer minério às instalações de superfície K1 e K2.
O produto de suas minas canadenses é exportado através da Canpotex, uma associação de exportação de produtores canadenses de potássio.
As minas de potássio estão localizadas em:
- Carlsbad, Novo México (32° 24′ 43″ N, 103° 56′ 20″ O)
- Belle Plaine, Saskatchewan (50° 25′ 44″ N, 105° 11′ 56″ O)
- Colonsay, Saskatchewan (51° 55′ 41″ N, 105° 45′ 58″ O)
- Esterhazy, Saskatchewan K1 (50° 43′ 44″ N, 101° 55′ 44″ O)
- Esterhazy, Saskatchewan K2 (50° 39′ 36″ N, 101° 50′ 46″ O)
- Esterhazy, Saskatchewan K3

### Fosfato
A Mosaic possui aproximadamente 16,8 milhões de toneladas de capacidade operacional para fosfatos concentrados acabados. A Mosaic é o maior produtor de produtos acabados de fosfato com uma capacidade anual maior que os próximos dois maiores produtores combinados. Possui uma rede de distribuição global composta de plantas, instalações portuárias, armazéns e escritórios de vendas. Em 2013, a Mosaic produziu 7,6 milhões de toneladas de nutrientes concentrados para as culturas de fosfato e mais de 15 milhões de toneladas de produção de rochas fosfáticas. Em outubro de 2013, a Mosaic chegou a um acordo para comprar as operações de fosfato da CF Industries por 1,4 bilhão de dólares, o que elimina a necessidade da Mosaic de gastar um bilhão a mais para construir uma nova instalação de processamento no Condado de Hardee, Flórida para processar a rocha de suas minas naquela área.
As minas de fosfato estão localizadas na Formação Bone Valley da bacia hidrográfica Peace River (Flórida) | Peace River no centro da Flórida:
Minas de fosfato estão localizadas em Bone Valley Formation of the Peace River (Florida)|Peace River watershed  no centro da Flórida.
- Fort Meade, Flórida (27° 38′ 53″ N, 81° 45′ 25″ O)
- South Pasture, Fort Green, Flórida|South Pasture, Florida (27° 35′ 10″ N, 81° 56′ 31″ O)
- Four Corners, Flórida (27° 42′ 54″ N, 82° 08′ 28″ O)
- Wingate, Flórida (27° 30′ 22″ N, 82° 07′ 48″ O)

A Mosaic possui uma participação de 25% da joint venture Ma'aden Wa'ad Al Shamal Fhosphate Company na Arábia Saudita.
Com a conclusão da aquisição da Vale Fertilizantes em janeiro de 2018, foram adquiridas mais 5 minas brasileiras de rocha fosfática, 4 plantas químicas e um interesse econômico adicional de 40% na mina de Miski Mayo.

## Linha de Tempo
2018
- Janeiro: Mosaic conclui aquisição da Vale Fertilizantes, agora integrada como Mosaic Fertilizantes.[10]

2015
- Agosto: Joc O'Rourke sucede Jim Prokopanko como Presidente e CEO da Mosaic.[11]

2014
- Dezembro: Mosaic adquire o negócio de distribuição de fertilizantes da Archer Daniels Midland Company (ADM) no Brasil e no Paraguai.[12]
- Julho: A Cargill adquiriu a planta de sal de Mosaic em Hersey, Michigan.[13]

2013
- Novembro: a Mosaic encerrou as operações de potássio em suas instalações em Hersey, Michigan.[13]

2011
- Maio: Mosaic e Cargill concluem a transação para cindir e distribuir a participação da Cargill na Mosaic.[14]
- Janeiro: Mosaic e Cargill concordam em separar e distribuir em ordem a participação da Cargill na Mosaic.[15]

2007
- Janeiro: Jim Prokopanko sucede Fritz Corrigan como Presidente e CEO da Mosaic.[16]

2006
- Julho: Jim Prokopanko nomeado Diretor de Operações da Mosaic.[17]

2004
- Outubro: The Mosaic Company (NYSE: MOS) começa a ser negociada no New York Stock Exchange.[18]
- Junho: Mosaic anunciado como o nome escolhido para a empresa recém-formada.
- Janeiro: As empresas de nutrição de culturas da Cargill, Inc. e IMC Global firmam um acordo definitivo para formar uma nova empresa de nutrição de culturas.[19]